# Al-Walīd Ier
Al-Walīd Ier ou ʾAbū Al-ʿAbbās Al-Walīd ibn ʿAbd Al-Malik (en arabe : أبو العباس الوليد بن عبد الملك), né en 668 et mort en 715, est le sixième calife omeyyade. Il est le fils aîné de ʿAbd Al-Malik et lui succède en octobre 705. Son frère cadet Sulaymān lui succède à sa mort en 715. Comme son père, il continue à faire confiance à Al-Ḥajjaj āǧ ibn Yūsuf Aṯ-Ṯaqafiyy pour agrandir le Califat omeyyade. Il est payé en retour par la conquête de la Transoxiane, du Sind et de la péninsule Ibérique. Al-Ḥajjaj a pour rôle de choisir les généraux aptes à mener ces conquêtes.

## Conquêtes

### Conquêtes en Asie centrale
Dès son accession au pouvoir en 705, Al-Walīd Ier nomme Qutayba ibn Muslim gouverneur du Khorassan. Qutayba conquiert Merv la même année. En 707, il franchit l'Amou-Daria, mais son armée est encerclée, si bien qu'il reste deux mois sans pouvoir envoyer de messager à Al-Ḥajjaj. Il finit par vaincre ses adversaires et assiège Paikand pendant deux mois. Après la capitulation, les habitants de Paikand se révoltent contre la garnison omeyyade. Qutayba assiège de nouveau la ville, mais cette fois il ordonne de tuer tous les hommes en âge de porter les armes. Il retourne ensuite à Merv en 708. Le butin est immense. Sur ordre d'Al-Ḥajjaj, Qutayba franchit de nouveau l'Amou-Daria et part à la conquête de Boukhara (708). Il poursuit ses adversaires à Balkh (hivers et printemps 709). L'avant-garde de Qutayba prend la ville et un grand nombre d'ennemis sont tués. Kaboul préfère se soumettre sans combat. Qutayba conquiert le Khwarezm avec l'aide de son frère ʿAbd Ar-Raḥmān. Il en reçoit 100 000 esclaves et autant de pièces d'étoffe. Le roi de Khamjerd harcelant le Khwarezm, Qutayba envoie son frère qui tue le roi et fait 4 000 prisonniers que Qutayba met à mort avant de repartir vers Merv.
Après cette campagne, Qutayba repart vers l'est pour conquérir la Transoxiane, un tribut prévu n'ayant pas été versé. Il met le siège devant Samarcande en compagnie de ʿAbd Ar-Raḥmān. La ville est assez facilement prise. Les habitants doivent verser 10 000 000 dirhams par an et donner 3 000 esclaves la première année. Ils doivent en outre détruire tous les temples zoroastriens et en livrer les trésors. Qutayba annonce la prise de Samarcande à Al-Ḥajjaj en lui envoyant le cinquième du butin. Il continue sa progression vers l'est en pénétrant dans la vallée de Ferghana en 713. Après quelques combats à Khodjent, les habitants capitulent la même année, aux mêmes conditions que celles de Samarcande. En juin 714, Al-Ḥajjaj meurt et Qutayba fait demi-tour vers Merv en apprenant la nouvelle.

### Conquête du Sind
Muḥammad ibn Al-Qāsim Aṯ-Ṯaqafiyy est un proche parent d'Al-Ḥajjaj dont le père est mort en bas âge. L'art de la guerre lui est enseigné très tôt. À dix-sept ou vingt ans selon les sources, Al-Walīd Ier l'envoie à la tête d'une armée vers le Sind et le Penjab, après l'échec d'une première expédition menée par Badīl ibn Tuḥfa à cause de la chaleur, de l'épuisement et des maladies, notamment le scorbut. En 711, Ibn Al-Qāsim, avec une armée de 6 000 soldats, prend la route du Sind et remonte vers le sud du Penjab jusqu'à Multan. Al-Ḥajjaj prend plus de précautions dans la préparation de cette campagne, Ibn Al-Qāsim restant en contact permanent avec lui.
Ibn Al-Qāsim passe par le sud, établissant sa base dans la région du Makran. De là, il part pour Thatta pour y libérer les captifs et captives faits lors de la première campagne échouée et faire jonction avec une flotte de ravitaillement. De Thatta, Ibn Al-Qāsim part à Nerun Kot, le gouverneur bouddhiste ayant fait allégeance au calife lors de la première campagne. De là, Ibn Al-Qāsim remonte l'Indus sur sa rive droite vers Siwistan où il reçoit le soutien de divers chefs de tribus. Le roi du Sind, Raja Dahir (en), essaie d'empêcher Ibn Al-Qāsim de franchir l'Indus. Il n'y parvient pas et la bataille a lieu à Raor, en 712. Raja Dahir meurt au cours de la bataille. Son fils, Jaisiah, rassemble des troupes à Brahmanabad, près de l'actuelle Lahore. Ibn Al-Qāsim assiège la ville pendant six mois avant de la prendre, mais Jaisiah fuit avant même que les Omeyyades n'y parviennent.
À Brahmanabad, Ibn Al-Qāsim commence à organiser le gouvernement de ce nouveau pays. Il se dirige vers Aror (actuelle Rohri), l'ancienne capitale du Sind, qui se rend sans combat, puis reprend la direction du nord vers Multan qui est prise. Il reçoit alors un ordre venant d'Al-Walīd Ier lui enjoignant d'arrêter sa campagne. Après la conquête de Multan, Ibn Al-Qāsim essaie d'établir l'ordre dans ces territoires nouvellement conquis. Il fait preuve d'une certaine tolérance religieuse qu'Al-Ḥajjaj ne manque pas de critiquer. Ibn Al-Qāsim se prépare à attaquer le Rajasthan lorsqu'Al-Ḥajjaj meurt.

### Conquêtes en Anatolie
Maslama ibn ʿAbd Al-Malik, général et demi-frère d'Al-Walīd Ier, entreprend une campagne en Anatolie contre l'Empire byzantin. Il conquiert Antioche et pénètre à l'intérieur des terres anatoliennes où il remporte une bataille contre les Byzantins à Tyane, en 707, qui lui permet de rapporter un butin immense. Un an plus tard, Maslama prend la forteresse d'Amorium, donnant ainsi l'accès au centre de l'Anatolie aux Omeyyades. En 712, il termine la conquête de Mélitène et met à sac Amasée et Mistia, où il passe l'hiver. Il prend possession d'Antioche de Pisidie et poursuit vers la Galatie. L'empereur Anastase II essaie de traiter avec Al-Walīd Ier qui refuse. Les Omeyyades préparent alors une flotte pour attaquer directement Constantinople et Anastase II se prépare à résister, accumulant des vivres pour trois ans de siège, et relève les défenses de la ville.

### Conquêtes en Afrique du Nord et en péninsule Ibérique
Nommé gouverneur de ʾIfrīqiyya, devenue indépendante de l’Égypte, Mūsā ibn Nuṣayr pousse jusqu’à l’océan Atlantique vers l’ouest et jusqu’à Sijilmassa vers le sud. Il échoue à prendre Ceuta mais réussit à conquérir Tanger. Il impose l’islam à une population où prédominent des religions traditionnelles, ainsi que des chrétiens et des juifs. Le comte Julien, gouverneur byzantin de Ceuta, s'allie avec Mūsā, probablement pour se venger du roi wisigoth Rodéric, qui aurait attenté à l'honneur de sa fille et qu'il considère comme usurpateur. D'autres sources rapportent que le comte Julien négocie avec Mūsā la reddition de la ville.
En 710, le général Ṭāriq ibn Ziyād envoie Ṭarīf ibn Mālik (qui donnera son nom à Tarifa) à la tête de 400 hommes et 100 chevaux pour débarquer au sud de la pénincule Ibérique, tester et préparer la conquête. Selon des sources espagnoles, le comte Julien accompagne Ṭarīf lors de cette expédition, en tant que guide. Au printemps 711, Mūsā ibn Nuṣayr envoie Ṭāriq ibn Ziyād à la conquête de la péninsule Ibérique, à la tête de 7 000 à 12 000 hommes. Ṭāriq débarque à Gibraltar (de l'arabe : ǧjabal Ṭāriq, la montagne de Ṭāriq). Après le débarquement, Ṭāriq aurait brûlé ses navires et tenu un discours, devenu célèbre, à ses soldats :

« Ô gens, où est l'échappatoire ? La mer est derrière vous, et l'ennemi devant vous, et vous n'avez par Dieu que la sincérité et la patience […] »

— Ṭāriq ibn Ziyād
La bataille de Guadalete, du 19 au 26 juillet 711, s'engage entre le Califat omeyyade et le Royaume wisigoth, avec à sa tête le roi Rodéric. La bataille se termine par la déroute et la mort du roi wisigoth. Ṭāriq conquiert ensuite Cordoue, Tolède et Séville. Mūsā franchit à son tour le détroit avec 18 000 hommes. Il rejoint Ṭāriq à Talavera. Ṭāriq doit lui remettre son butin. Mūsā lui retire son commandement en Al-ʾAndalus, son fils ʿAbd Allāh reçoit cette charge en 712.

## Mort
L'année avant sa mort, Al-Walīd Ier envisage de désigner son fils ʿAbd Al-ʿAzīz comme successeur à la place de son frère Sulaymān. Sulaymān refuse de se retirer, alors Al-Walīd Ier demande aux gouverneurs de faire allégeance à son fils. Tous refusent sauf les deux fidèles Al-Ḥajjaj et Qutayba ibn Muslim. Al-Ḥajjaj meurt peu de temps après. Al-Walīd Ier veut négocier avec son frère, qui se dérobe. Il décide d’aller à sa rencontre, mais en chemin, il tombe malade et meurt (715). Le jour même de sa mort on prête serment à Sulaymān.

## Réalisations

### Constructions

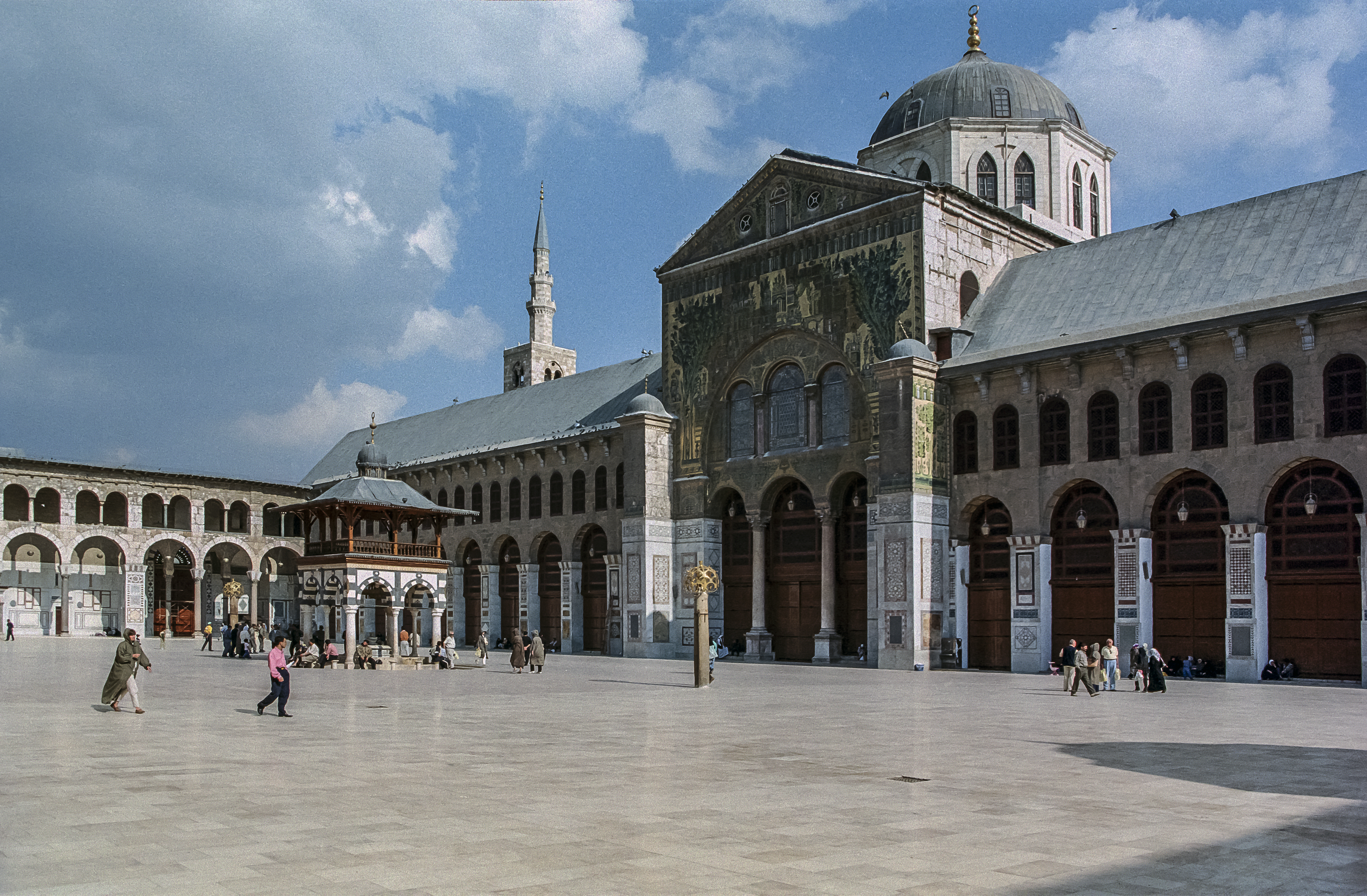
Grande mosquée des Omeyyades, Damas.

Al-Walīd Ier fait transformer la basilique consacrée à Jean le Baptiste à Damas en mosquée tout en y conservant son mausolée (Jean le Baptiste est considéré en islam en tant que prophète, sous le nom de Yaḥyā). Des artisans byzantins participent à l'édification de la Grande mosquée des Omeyyades. La même année, Al-Walīd Ier ordonne au gouverneur de Médine d'annexer à la mosquée l'enclos des Mères des croyants jusqu'à obtenir une superficie de 200 coudées sur 200 coudées. Il demande à l'empereur byzantin de lui fournir 100 000 miṯqāl d'or, 100 artisans et quarante charges de mosaïque pour rénover et agrandir la Mosquée du Prophète. Le calife fait également construire à Qusair Amra, probablement entre 711 et 715, l'un des plus célèbres châteaux du désert, exemple remarquable de l'art et l'architecture omeyyades à leurs débuts. Ce château est une résidence destinée à la chasse et aux plaisirs. Al-Walīd Ier fait aussi construire la ville d'Anjar.

### Réformes
Al-Walīd Ier poursuit la politique de son père, il développe le système de santé et fait construire des hôpitaux et des centres d’enseignements. Il renforce aussi l’armée et développe une forte marine.

## Personnalité
On reconnaît à Al-Walīd Ier de la piété, de nombreuses anecdotes le représentent en train de réciter le Coran ou de jeûner pendant le mois de ramadan.